# نيد بروير
نيد بروير (بالإنجليزية: Ned Brower)‏ هو عارض ومغني وممثل أمريكي، ولد في 15 ديسمبر 1978 في الولايات المتحدة.

## وصلات خارجية
- نيد بروير على موقع IMDb (الإنجليزية)
- نيد بروير على موقع ميوزك برينز (الإنجليزية)
- نيد بروير على موقع ديسكوغز (الإنجليزية)
- نيد بروير على موقع قاعدة بيانات الفيلم (الإنجليزية)